# چارلز براون
چارلز کوینتن براون جونیور (زادهٔ ۱۹۶۲) از ژنرال‌های نیروی هوایی ایالات متحده است، که در فاصله سال‌های ۲۰۲۰ تا ۲۰۲۳ به‌عنوان رئیس ستاد نیروی هوایی فعالیت می‌کرد و از ۲۰۲۳ تا ۲۰۲۵ رئیس ستاد مشترک نیروهای مسلح ایالات متحده آمریکا بود. وی پیش‌تر فرمانده نیروی هوایی آمریکا، فرمانده نیروی هوایی اقیانوس آرام، فرمانده جزء هوایی فرماندهی اقیانوس هند و اقیانوس آرام ایالات متحده و مدیر اجرایی ستاد عملیات نبرد هوایی اقیانوس آرام بود. وی پیش از این به عنوان قائم‌مقام فرمانده فرماندهی مرکزی ایالات متحده (سنتکام)، پایگاه نیروی هوایی مکدیل، فلوریدا نیز فعالیت کرده بود. وی قبل از خدمت به عنوان قائم‌مقام فرمانده سنتکام، فرمانده نیروی هوایی مرکزی بود. وی به عنوان فرمانده جزء هوایی سنتکام، مسئولیت تهیه برنامه‌های احتمالی و انجام عملیات هوایی در منطقه ای در آسیای مرکزی و جنوب غربی را بر عهده داشت که ۲۰ کشور را در بر می‌گرفت. او نیروی هوایی اقیانوس آرام را از ۲۶ ژوئیه ۲۰۱۸ از کفیل فرمانده جری مارتینز تحویل گرفت. در ۹ ژوئن سال ۲۰۲۰، براون به عنوان اولین سیاهپوست آمریکایی رئیس ستاد نیروی هوایی ایالات متحده از سنا رای اعتماد گرفت.

## حرفه نظامی

### نامزدی به عنوان رئیس ستاد مشترک نیروهای مسلح
براون در ۲۵ مه ۲۰۲۳ از سوی جو بایدن رئیس‌جمهور آمریکا برای جانشینی ژنرال مارک الکساندر میلی به عنوان ۲۱مین رئیس ستاد مشترک نیروهای مسلح ایالات متحده آمریکا نامزد شد. او پس از رای اعتماد سنا از ۱ اکتبر، ۲۰۲۳ کار خود را شروع خواهد کرد.

## اطلاعات پرواز
رتبه‌بندی: خلبان فرماندهی.

ساعت پرواز: بیش از ۲ هزار و ۹۰۰، شامل ۱۳۰ ساعت جنگ.

پرواز هواپیما: F-16A / B / C / D، AC-130U, AH-64، AT-38، B-1B, B-2A, B-52H, C-130J, E-8C, HH-60G, KC -135، MV-22، T-37 و T-38.

## جوایز و مدالها
براون جوایز و مدالهای زیر را دریافت کرده‌است:
| مدالهای شخصی |                                                                    |
| [[Image:{{{name}}}.svg\|106px\|alt=]] | مدال خدمات برجسته دفاع با یک خوشه برگ بلوط برنز                    |
| | مدال خدمات برتر دفاعی                                              |
| Null | لژیون شایستگی با سه خوشه برگ بلوط                                  |
| Width-44 scarlet ribbon with width-4 ultramarine blue stripe at center, surrounded by width-1 white stripes. Width-1 white stripes are at the edges. | مدال ستاره برنز                                                    |
| | مدال خدمات شایسته دفاع                                             |
| Null | مدال خدمات شایسته با دو خوشه برگ بلوط                              |
| | مدال موفقیت هوایی                                                  |
| | مدال ستایش مشترک خدمات                                             |
| Null | مدال ستایش نیروی هوایی با دو خوشه برگ بلوط                         |
| جوایز واحد |                                                                    |
| [[Image:{{{name}}}.svg\|106px\|alt=]] | جایزه واحد بازرگانی مشترک با خوشه برگ بلوط                         |
| Null | جایزه واحد برجسته نیروی هوایی با چهار خوشه برگ بلوط                |
| Null | جایزه تعالی سازمانی نیروی هوایی با دو خوشه برگ بلوط                |
| جوایز خدمات |                                                                    |
| | مدال آمادگی رزمی                                                   |
| مدال‌های تبلیغاتی و خدماتی |                                                                    |
| [[Image:{{{name}}}.svg\|106px\|alt=]] | مدال خدمات دفاع ملی با یک ستاره خدمات برنز                         |
| | مدال اعزامی نیروهای مسلح                                           |
| | مدال اعزامی به جنگ جهانی علیه تروریسم                              |
| | مدال خدمات جهانی جنگ علیه تروریسم                                  |
| | مدال خدمات دفاع کره                                                |
| جوایز خدمات، آموزش و مارکینگ |                                                                    |
| | مدال سرویس عملیات بازدارندگی هسته ای                               |
| | روبان خدمات تور کوتاه هوایی در خارج از کشور                        |
| [[Image:{{{name}}}.svg\|106px\|alt=]] | روبان خدمات اعزامی نیروی هوایی با خوشه برگ بلوط و قاب طلا          |
| Null | جایزه سرویس طول عمر نیروی هوایی با یک خوشه برگ بلوط نقره و دو برنز |
| | روبان آموزش نیروی هوایی                                            |
| جوایز خارجی |                                                                    |
| | سفارش مدال شایسته امنیت ملی سام-ایل (جمهوری کره)                   |
| | مدال ناتو برای یوگسلاوی سابق                                       |

| سایر تعلقات |                                                               |
|             | خلبان فرماندهی نیروی هوایی ایالات متحده                       |
|             | نشان نیروی هوایی ستاد                                         |
|             | نشان بال بالهای طلای نیروی هوایی جمهوری فیلیپین (ماه مه 2019) |

## تاریخ‌های انجام ارتقاها
| نشانه‌ها | رتبه      | تاریخ          |
| ------- | --------- | -------------- |
|         | ژنرال     | ۲۶ ژوئیه ۲۰۱۸  |
|         | سپهبد     | ۲۹ ژوئن ۲۰۱۵   |
|         | سرلشکر    | ۳ ژوئیه ۲۰۱۳   |
|         | سرتیپ     | ۲۰ نوامبر ۲۰۰۹ |
|         | سرهنگ     | ۱ ژوئن ۲۰۰۵    |
|         | سرهنگ دوم | ۱ ژوئیه ۱۹۹۹   |
|         | سرگرد     | ۱ اوت ۱۹۹۶     |
|         | کاپیتان   | ۲۸ فوریه ۱۹۸۹  |
|         | ستوان یکم | ۲۸ فوریه ۱۹۸۷  |
|         | ستوان دوم | ۲۸ فوریه ۱۹۸۵  |